# رهمانية سامية
رِهمَانِيَة سامية هو نوع من النباتات المزهرة من جنس رهمانية في الفصيلة الهالوكية موطنها الصين. تنمو حتى متر ونصف وتعرض نصف متر. وهو نبات معمر عشبي بأوراق مشعرة وأزهار زهرية أنبوبية مع خطوط وردية داكنة في الصيف. تحمل الأزهار تشابهًا سطحيًا مع قفاز الثعلب، ومن هنا جاء الاسم الشائع «قفاز الثعلب الصيني»، والذي يطبق أيضًا على الجنس بأكمله. ومع ذلك، لا يرتبط هذا النوع ارتباطًا وثيقًا بقفاز الثعلب الحقيقي القمعية.